# 北条市
北条市（ほうじょうし）は、愛媛県中予地方にあった市。松山市の北に隣接し、瀬戸内海に面した田園都市であった。
2005年（平成17年）1月1日に温泉郡中島町とともに松山市へ編入され、地方自治体としての北条市は廃止された。

## 地理

### 位置・地形
四国の北に犬の頭のように突き出した高縄半島の西側に位置し、西は瀬戸内海に面している。ゆるやかな山地と海岸との間に平地が広がっているが、松山市（合併前）との間には丘陵地が横たわり、松山平野とは直接つながっていない。ゆるやかな山裾を利用したゴルフ場が愛媛県内には珍しくたくさんあり、松山方面からの客に利用されている。
- 山： 高縄山、惠良山
- 河川： 立岩川、河野川、高山川、粟井川
- 島しょ
  - 鹿島（北条鹿島） 北条港の沖合いの小島。市営渡船がある。
  - 安居島（あいじま） 離島。風待ち港として栄えた歴史を持つが、航海技術の向上とともに衰退。現在は、極端に過疎化高齢化が進んでいる。北条港との間に定期船航路あり。学校なし。

### 市町村名の由来
- 宗昌寺の「寺領坪付文書」によると、律令制の時代に、条里制が当地に布かれた形跡がうかがわれ、「北条」の地名はこの条里制に由来するものといわれている。ただし、「西条」は西条市が該当するが「東条」「南条」と呼ばれる地名はこの地方にはない。

### 気候
温暖な瀬戸内海気候で、年間平均気温約16℃、年間降水量は約900mmと温暖少雨。積雪をみることはほとんどなく、台風の直撃も少ない。

## 歴史

### 年表
古代・中世
- 4世紀 - 国造本紀に「風早」の名が見られる。
  - 宗昌寺の文書（上記）によると、この地に条里制が敷かれていた。
- 10世紀 - 古文書によると、加佐波夜（風早）が安波井（粟井）、加波乃（河野）、多加多（高田）、難波、那賀の5つの郷から成り立っていた。
- 平安時代末期から16世紀後半まで、水軍を率いた河野氏がこの地を治めていた。

江戸期
- 松山藩領と大洲藩領とに分割して統治されていたが、替地により松山藩領となる。

明治期
- 町村制施行に伴い、北条村となる。
北条、辻、土手内、安居島の各地区が合併。
- 1897年（明治30年）4月 - 風早郡が和気郡、久米郡とともに温泉郡に編入され、温泉郡北条村となる。
- 1898年（明治31年）11月 - 北条村が町制を施行して北条町となる。

大正期
- 1926年（大正15年）3月 - 讃予線今治 - 北条間開業（翌年松山まで開業）。

昭和期
- 1938年（昭和13年）10月 - 倉敷紡績北条工場操業開始[1]。
- 1943年（昭和18年）5月15日 - 北条鹿島沖合で関西汽船の旅客船「浦戸丸」（1326トン）が沈没。北条町青年会堂に救助者100余名が収容される[2]。
- 1947年（昭和22年）4月 - 愛媛県立松山農業学校開校（のちの愛媛県立北条高等学校）[3]。
- 1951年（昭和26年）4月 - 北条町、難波村、正岡村が合併して改めて北条町が発足する。
- 1950年（昭和25年）3月 - 町内に昭和天皇の戦後巡幸。倉敷紡績北条工場などを視察。工場内には北条町奉迎場が設けられた[4]。
- 1955年（昭和30年）3月 - 北条町、浅海村、立岩村、河野村、粟井村が合併して改めて北条町が発足する。
- 1956年（昭和31年）5月 - 鹿島と安居島が瀬戸内海国立公園に指定される[5]。

市制施行以降
- 1958年（昭和33年）11月 - 北条町が市制施行して北条市が発足。愛媛県内で11番目の市[6]。
- 1960年（昭和35年）4月 - 上水道事業開始[6]。
- 1961年（昭和36年）6月 - 予讃本線柳原駅開業。
- 1962年（昭和37年）12月 - 国民宿舎鹿島オープン[7]。
- 1964年（昭和39年）4月 - 愛媛県立北条高等学校が開校[7]。
- 1965年（昭和40年）8月 - 国道196号松山－北条間の舗装完成[7]。
- 1966年（昭和41年）4月 - 聖カタリナ女子短期大学開学[7]。
- 1967年（昭和42年）2月 - 電話がダイヤル式に切り替わる[7]。
- 1968年（昭和43年）4月 - 鹿島レストハウス竣工[8]。
- 1969年（昭和44年）4月 - 北条市消防署発足[9]。
- 1973年（昭和48年）7月 - 北条市青少年スポーツセンター開設（下難波）[9]。
- 1975年（昭和50年）4月 - 公共下水道事業開始[9]。
- 1974年（昭和49年）6月 - 国道196号北条バイパスの路線決定[9]。
- 1977年（昭和52年）3月 - 人口3万人を回復[10]。
- 1980年（昭和55年）
  - 3月 - 北条市新庁舎落成[10]。
  - 5月 - 立岩ダム完成[11]。
- 1981年（昭和56年）11月 - 市木・市花制定[12]。
- 1982年（昭和57年）3月 - 浩宮徳仁親王（現天皇）が市内の善応寺を訪問[13]。
- 1983年（昭和58年）11月 - 市民憲章制定[13]。
- 1985年（昭和60年）3月 - 北条バイパス河原-中須賀間完成[14]。
- 1986年（昭和61年）
  - 2月 - 北条バイパス辻-中須賀間完成[14]。
  - 11月 - 予讃本線光洋台駅開業。
- 1987年（昭和62年）
  - 2月 - 北条バイパス辻-下難波間完成[14]。
  - 4月 - 北条市清掃工場完成[14]。
- 1988年（昭和63年）
  - 3月 - 北条市下水浄化センター完成[15]。
  - 4月 - 聖カタリナ女子大学開学。北条市立図書館開館[15]。
- 1989年（平成元年）7月 - 北条中央会館開館[16]。
- 1990年（平成02年）11月 - JR予讃線電化（伊予北条駅-伊予市駅）[15]。
- 1991年（平成03年）
  - 3月16日 - 予讃線大浦駅開業。
  - 3月27日 - 中西外工業団地の合同起工式[17]。後に三浦工業ほか立地。
- 1995年（平成07年）4月 - 北条ふるさと館開館[18]。
- 1999年（平成11年）3月 - 松山北条バイパス久保-福角間開通[19]。
- 2002年（平成14年）4月 - 松山北条バイパス全線開通[20]。
- 2003年（平成15年）
  - 3月 - 道の駅風早の郷風和里開駅。北条コミュニティセンター開館[21]。
  - 6月 - 松山市・北条市合併協議会設置[22]。
- 2004年（平成16年）
  - 7月31日 - 松山市・北条市・中島町合併調印式[22]。
  - 11月28日 - 北条市閉市式典[22]。
- 2005年（平成17年）1月1日 - 温泉郡中島町とともに松山市へ編入され、自治体としての北条市は廃止。

### 系譜
```
北条市の系譜
（町村制実施以前の村）　（明治期）　　　　　　（昭和の合併）　　　（平成の合併）
　　　　　　　　　　　　町村制施行時
北条　　━━━┓
辻　　　━━━┫　　　　　　　　　　あ　　　　　　　　　お
土手内　━━━╋━━━北条村━━━━北条町━┳━━┳━━北条市　━┓
安居島　━━━┛　　　　　　　　　　　　　　┃う　┃え　　　　　　┃
下難波　━━━┓　　　　　　　　　　　　　　┃　　┃　　　　　　　┃
上難波　━━━╋━━━難波村━━━━━━━━┫　　┃　　　　　　　┃
中通・庄━━━┛　　　　　　　　　　　　　　┃　　┃　　　　　　　┃
八反地　━━━┓　　　　　　　　　　　　　　┃　　┃　　　　　　　┃
中西内　━━━┫　　　　　　　　　　　　　　┃　　┃　　　　　　　┃
柴村　　━━━┫　　　　　　　　　　　　　　┃　　┃　　　　　　　┃
中西外　━━━┫　　　　　　　　　　　　　　┃　　┃　　　　　　　┃
寺谷　　━━━╋━━━正岡村　━━━━━━━┛　　┃　　　　　　　┃
院内　　━━━┫　　　　　　　　　　　　　　　　　┃　　　　　　　┃
池田　　━━━┫　　　　　　　　　　　　　　　　　┃　　　　　　　┃
神田　　━━━┛　　　　　　　　　　　　　　　　　┃　　　　　　　┃
浅海本谷━━━┓　　　　　　　　　　　　　　　　　┃　　　　　　　┃
　　　　　　　┣━━━浅海村━━━━━━┳━━━━┫　　　　　　　┃
浅海原　━━━┛　　　　　　　　　　　　┃　　　　┃　　　　　　　┃
小川　　━━━┓　　　　　　　　　　　　い　　　　┃　　　　　　　┃
磯河内　━━━┫　　　　　　　　　　　　　　　　　┃　　　　　　　┃
鴨之池　━━━┫　　　　　　　　　　　　　　　　　┃　　　　　　　┃
和田　　━━━┫　　　　　　　　　　　　　　　　　┃　　　　　　　┃
河原　　━━━┫　　　　　　　　　　　　　　　　　┃　　　　　　　┃
安岡　　━━━┫　　　　　　　　　　　　　　　　　┃　　　　　　　┃
本谷　　━━━╋━━━粟井村━━━━━━━━━━━┫　　　　　　　┃
西谷　　━━━┫　　　　　　　　　　　　　　　　　┃　　　　　　　┃
大西谷　━━━┫　　　　　　　　　　　　　　　　　┃　　　　　　　┃
客　　　━━━┫　　　　　　　　　　　　　　　　　┃　　　　　　　┃
麓　　　━━━┫　　　　　　　　　　　　　　　　　┃　　　　　　　┃
平林　　━━━┫　　　　　　　　　　　　　　　　　┃　　　　　　　┃
小川谷　━━━┫　　　　　　　　　　　　　　　　　┃　　　　　　　┃
久保　　━━━┫　　　　　　　　　　　　　　　　　┃　　　　　　　┃
鹿峰　　━━━┫　　　　　　　　　　　　　　　　　┃　　　　　　　┃
苞木　　━━━┛　　　　　　　　　　　　　　　　　┃　　　　　　　┃
才之原　━━━┓　　　　　　　　　　　　　　　　　┃　　　　　　　┃
滝本　　━━━┫　　　　　　　　　　　　　　　　　┃　　　　　　　┃
猪木　　━━━┫　　　　　　　　　　　　　　　　　┃　　　　　　　┃
猿川　　━━━┫　　　　　　　　　　　　　　　　　┃　　　　　　　┃
中　　　━━━┫　　　　　　　　　　　　い　　　　┃　　　　　　　┃
米之野　━━━┫　　　　　　　　　　　　┃　　　　┃　　　　　　　┃
庄府　　━━━╋━━━立岩村━━━━━━┻━━━━┫　　　　　　　┃
儀式　　━━━┫　　　　　　　　　　　　　　　　　┃　　　　　　　┃
小山田　━━━┫　　　　　　　　　　　　　　　　　┃　　　　　　　┃
猿川原　━━━┫　　　　　　　　　　　　　　　　　┃　　　　　　　┃
尾儀原　━━━┫　　　　　　　　　　　　　　　　　┃　　　　　　　┃
萩原　　━━━┛　　　　　　　　　　　　　　　　　┃　　　　　　　┃
別府　　━━━┓　　　　　　　　　　　　　　　　　┃　　　　　　　┃
宮内　　━━━┫　　　　　　　　　　　　　　　　　┃　　　　　　　┃
善応寺　━━━┫　　　　　　　　　　　　　　　　　┃　　　　　　　┃
横谷　　━━━┫　　　　　　　　　　　　　　　　　┃　　　　　　　┃
閏谷　　━━━┫　　　　　　　　　　　　　　　　　┃　　　　　　　┃
九川　　━━━┫　　　　　　　　　　　　　　　　　┃　　　　　　　┃
常保免　━━━╋━━━河野村━━━━━━━━━━━┛　　　　　　　┃
佐古　　━━━┫　　　　　　　　　　　　　　　　　　　　　　　　　┃
高山　　━━━┫　　　　　　　　　　　　　　　　　　　　　　　　　┃
牛谷　　━━━┫　　　　　　　　　　　　　　　　　　　　　　　　　┃
大河内　━━━┫　　　　　　　　　　　　　　　　　　　　　　　　　┃
中須賀　━━━┫　　　　　　　　　　　　　　　　　　　　　　　　　┃
片山　　━━━┫　　　　　　　　　　　　　　　　　　　　　　　　　┃
夏目　　━━━┛　　　　　　　　　　　　　　　　　　　　　　　　　┃
　　　　　　　　　　　　　　　　　　　　　　　　　　　　中島町━━┫
　　　　　　　　　　　　　　　　　　　　　　　　　　　　松山市━━┻━━松山市
　　　　　　　　　　　　　　　　　　　　　　　　　　　　　　　　　　か
あ – 明治31年11月21日町制施行
い - 大正3年　立岩村萩原を浅海村に編入
う – 昭和26年4月1日合体
え – 昭和30年3月31日合体
お – 昭和33年11月1日市制施行
か – 平成17年1月1日温泉郡中島町とともに松山市に編入合併

（注記）中島町・松山市の合併以前の系譜はそれぞれの市・町の記事を参照のこと。

```

## 行政

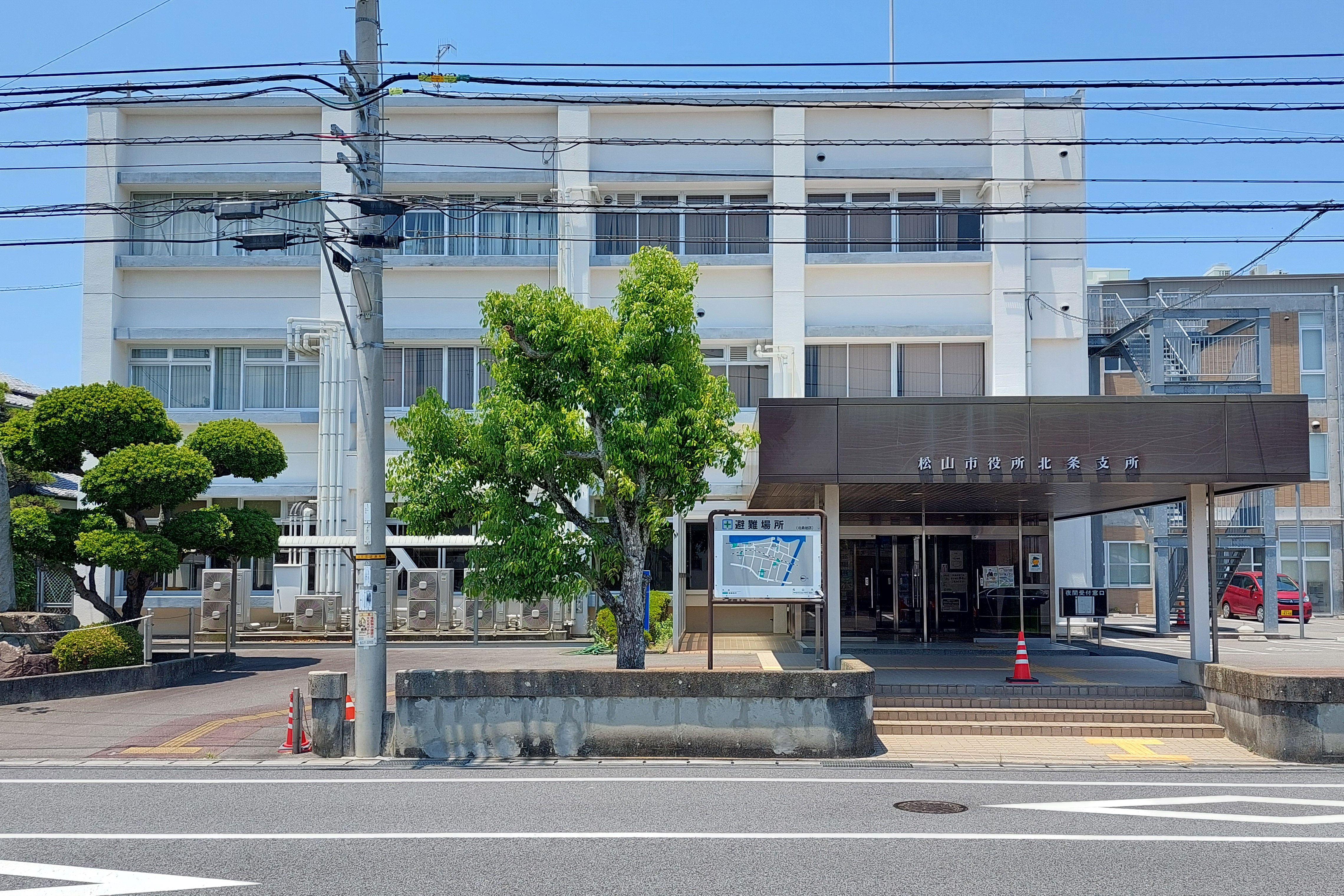
旧北条市役所（現・松山市役所北条支所）

### 歴代市長
- 初代 得能久吉（昭和33年11月 - 昭和34年4月、1期）
- 第2代 徳永好行（昭和34年4月 - 37年5月、1期）
- 第3代 原田改三（昭和37年6月 - 48年12月、3期）
- 第4代 川端杢一（昭和49年1月 - 53年10月、2期）
- 第5代 秋山正親（53年11月 - 59年9月、2期）
- 第6代 原田改三（59年11月 - 平成4年11月、2期、通算5期）
- 第7代 菅朝照（平成4年11月 - 平成12年1月13日[23]、2期）
- 第8代 井手順二（いで・じゅんじ、平成12年2月[24] - 平成16年12月31日、2期） 松山市・温泉郡中島町との合併により、最後の北条市長となった。

### 平成の市町村合併の経緯
北条市としては、都市圏が一体化している松山市との合併を掲げ進めた。国道196号や予讃線で結びつき、通勤・通学者も多く、自然な組み合わせであった。2002年には合併を問うアンケートで約6割が合併に賛成した。行政には合併は不可避との認識で「合併しなければ（将来）財政が破綻する」と説明してきたが、住民にはその認識はまだまだ稀薄であり、特に市行政に対しても一定の発言権を持つとされた区長制度が松山市では広報委員制度と大幅にその地位が低下すると予想されたことから、不安視する見方もあった。
温泉郡中島町と同時の編入合併となったが、これは松山市が編入合併を原則としていたためでもある。北条市の北部にある北条スポーツセンターと赤字続きの国民宿舎の扱いが松山市から提示された懸案事項であったが、国民宿舎は廃止、スポーツセンターは（合併後の）松山市の北部のスポーツの拠点として整備する方針を2003年5月に松山市に提示、任意協議会の設置に向けて手続きを進めることで合意した。
議員の定数では、北条市議会では在任特例を希望したが、協議の結果、定数特例を適用し、3名（北条市区分）の増員選挙を実施した。（同時に合併した温泉郡中島町分1名についても併せて実施）

## 経済

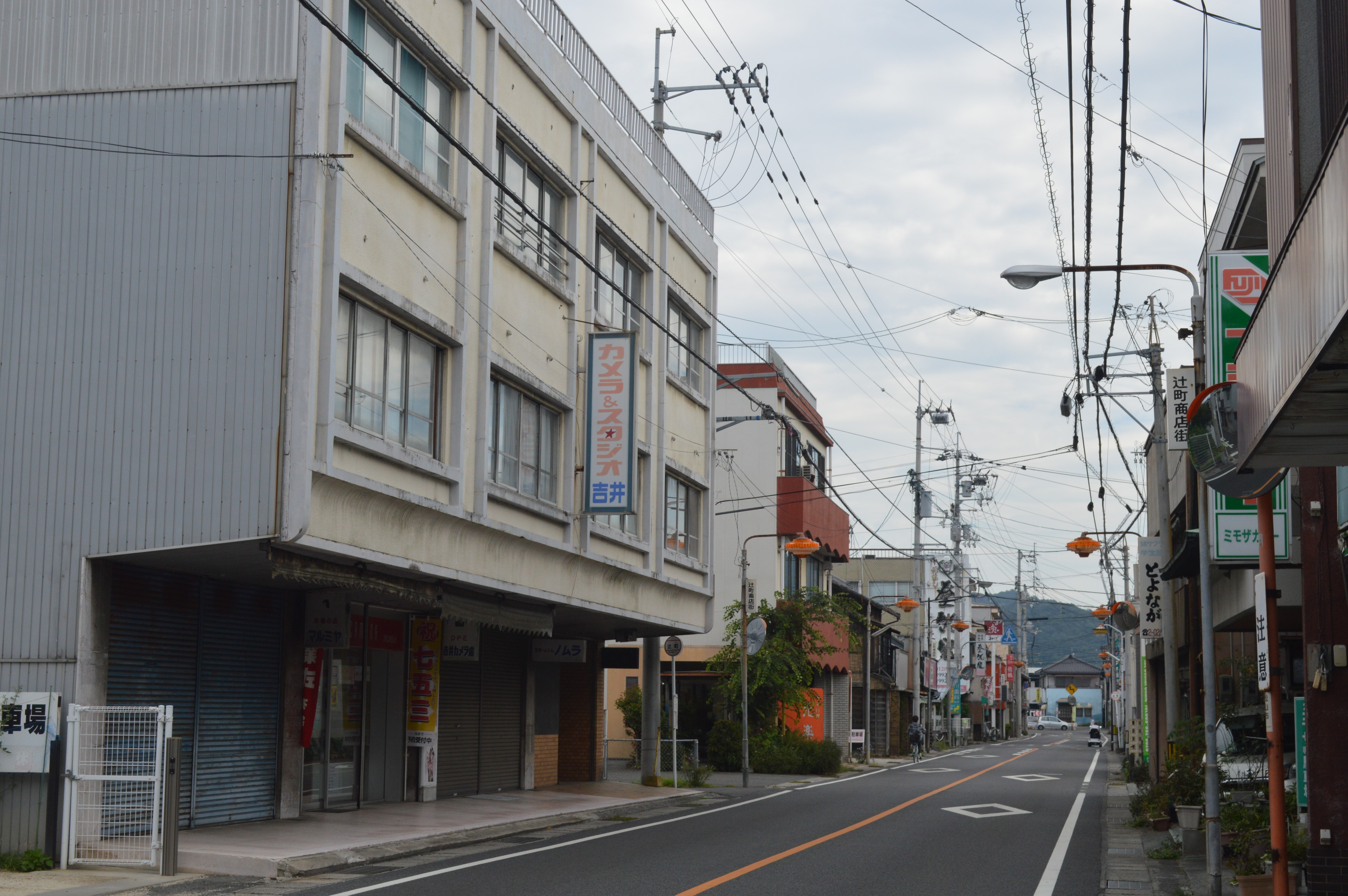
北条辻町商店街

### 産業
主な産業
- 農業 かんきつ類、米作
- 繊維関係
- いぶし瓦製造
- 商業
隣接する松山市への流出が顕著。とりわけ、松山市との市町境付近の国道196号の渋滞がひどかったが、バイパスが開通、渋滞が緩和されたため、松山市に出向きやすくなり、流出傾向に拍車がかかっている。
旧国道196号沿線の旧市街には商店街が存在する。しかしながら、国道196号のバイパスができたため、郊外型・沿道型の大型店の多くがそちらに立地（フジ・リテイリング、マルナカ、セルフ式ガソリンスタンドなど）したため、中心市街地の衰退が一層進んでいる。
- 海運業
当地付近の沿岸地域同様、海運業が若干存在。斎灘に面し、瀬戸内海の東西航路に接していることから、歴史的にも古くから海運業を営む者があった。ただし、専ら内航海運中心の中小規模のものがほとんどで、今治・波止浜等のように近海・外航船へは進出していない。

### 企業
- 雪雀酒造（酒造）
- 忽那醸造（醤油・味噌）
- 桜うづまき酒造（酒造）
- カネモ（いりこ・海産物）
- ヤマト（サンダル）
- 三浦工業（本社・松山市、ボイラ）
- 日東ライフテック（日東電工の子会社）
- 特産のいぶし瓦については北条地区いぶし瓦連合会が組織されている。

## 地域
松山市の衛星都市の一つである。大規模なものではないが、工業団地を構えると、三浦工業など、松山市から企業が進出してくるといった現象がみられる。
ただ、秋祭りは神輿を神社の階段の上から投げ落としたり、また神輿を水路にまっさかさまに投げ入れるなど、独特の激しさがある。

## 教育

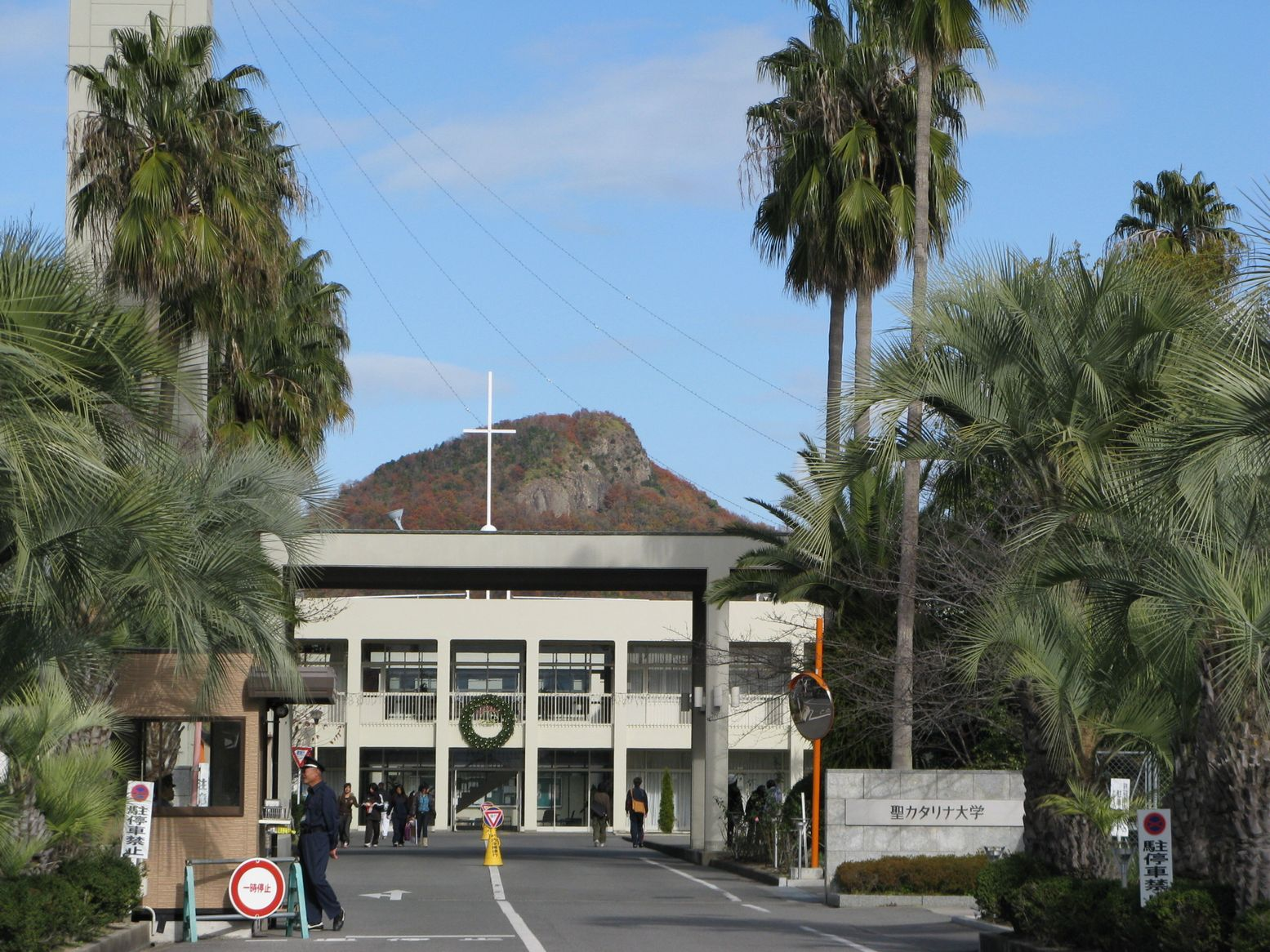
聖カタリナ大学

### 大学・短期大学
- 聖カタリナ大学
- 聖カタリナ短期大学

### 高等学校
- 愛媛県立北条高等学校

### 中学校
- 北条市立北条北中学校
- 北条市立北条南中学校

### 小学校
- 北条市立浅海小学校
- 北条市立難波小学校
- 北条市立立岩小学校
- 北条市立北条小学校
- 北条市立正岡小学校
- 北条市立河野小学校
- 北条市立粟井小学校

## 交通

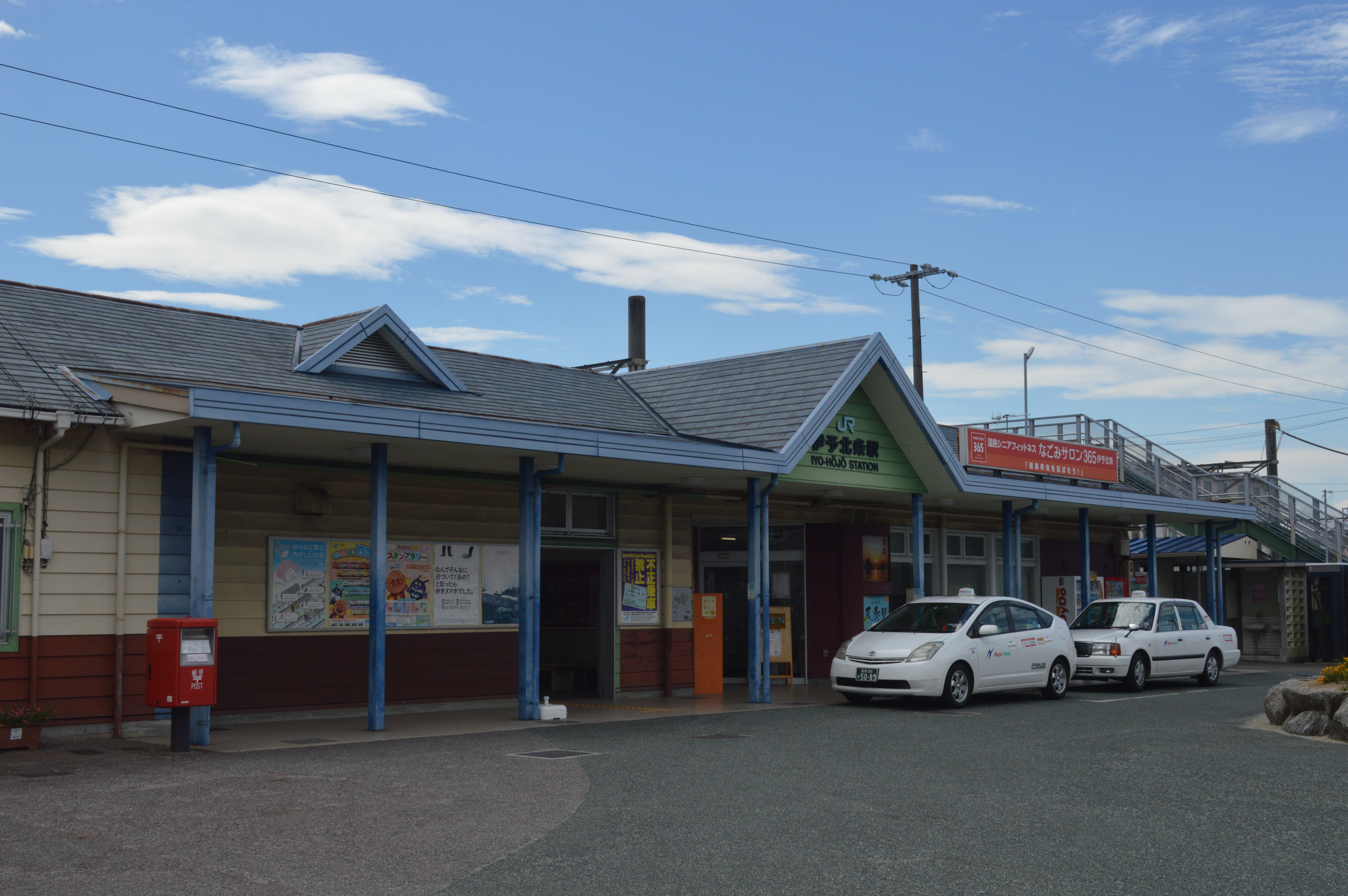
伊予北条駅

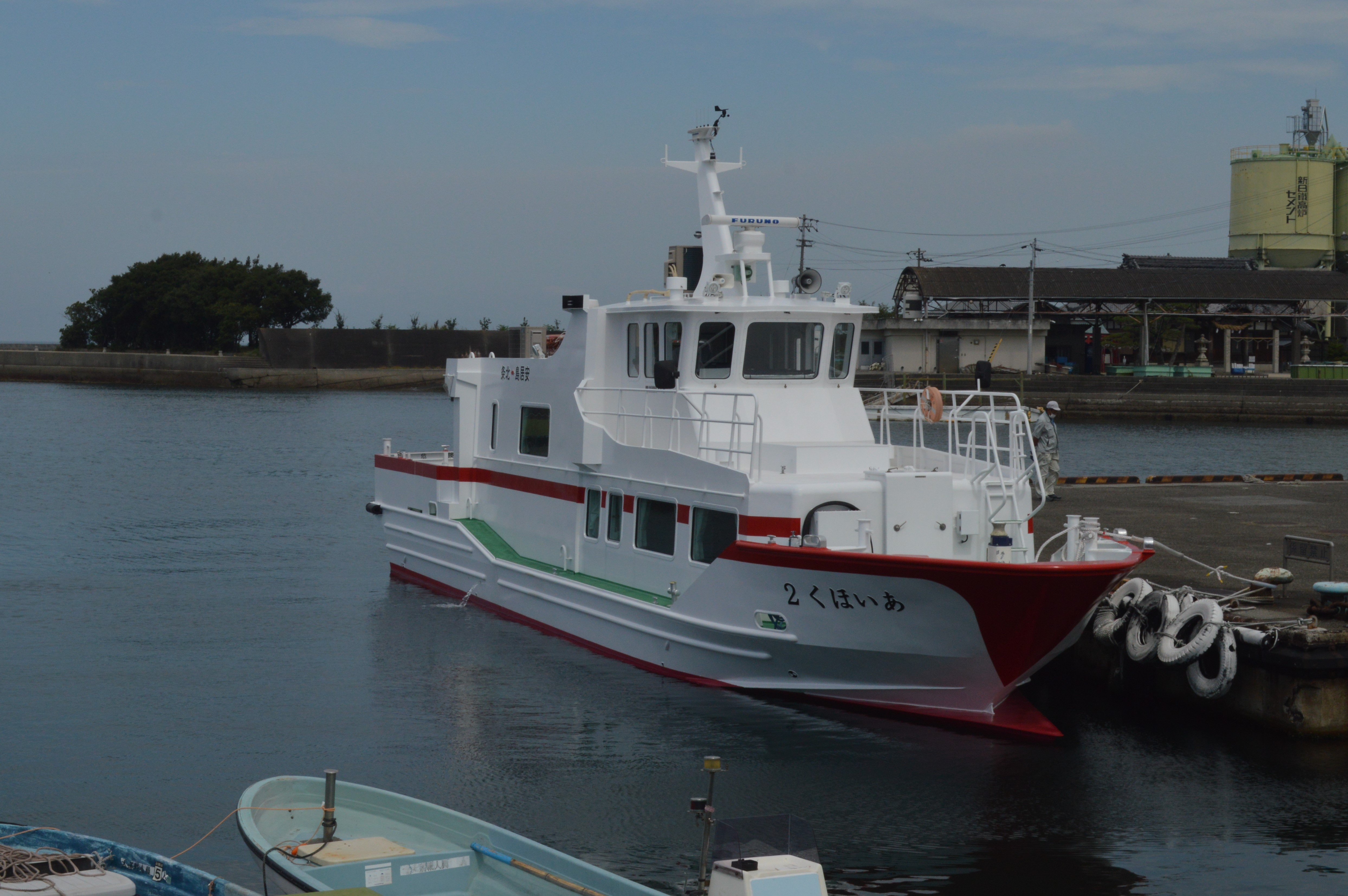
北条港

松山市（合併前）と今治地域とを結ぶ幹線上に位置する。国道196号と鉄道（JR予讃線）がほぼ平行して走っている。

### 鉄道
- 四国旅客鉄道予讃線
浅海駅 - 大浦駅 - 伊予北条駅 - 柳原駅 - 粟井駅 - 光洋台駅

- 中心となる駅：伊予北条駅
特急「いしづち」「しおかぜ」のなかに停車する便がある。

### 道路

#### 一般国道
- 国道196号
- 国道196号松山北条バイパス

#### 県道
- 主要地方道
  - 愛媛県道17号北条玉川線
  - 愛媛県道20号松山北条線
- 一般県道
  - 愛媛県道178号湯山高縄北条線
  - 愛媛県道179号湯山北条線
  - 愛媛県道197号才之原菊間線
  - 愛媛県道198号浅海停車場線
  - 愛媛県道199号北条港線
  - 愛媛県道200号鹿島公園線
  - 愛媛県道201号伊予北条停車場線
  - 愛媛県道203号粟井停車場線
  - 愛媛県道204号長井方堀江線
  - 愛媛県道339号粟井浅海線

#### 道の駅
- 風早の郷風和里

### 船舶
- 北条港 - 北条鹿島と安居島に対して旅客船が運航されている。

### バス交通
旧市街である北条と松山市街とを結ぶバス路線が、伊予鉄バスにより比較的頻繁に運行されている。平日は日中30分ヘッド、土日祝日は同毎時1本程度。

## 名所・旧跡・観光スポット・祭事・催事

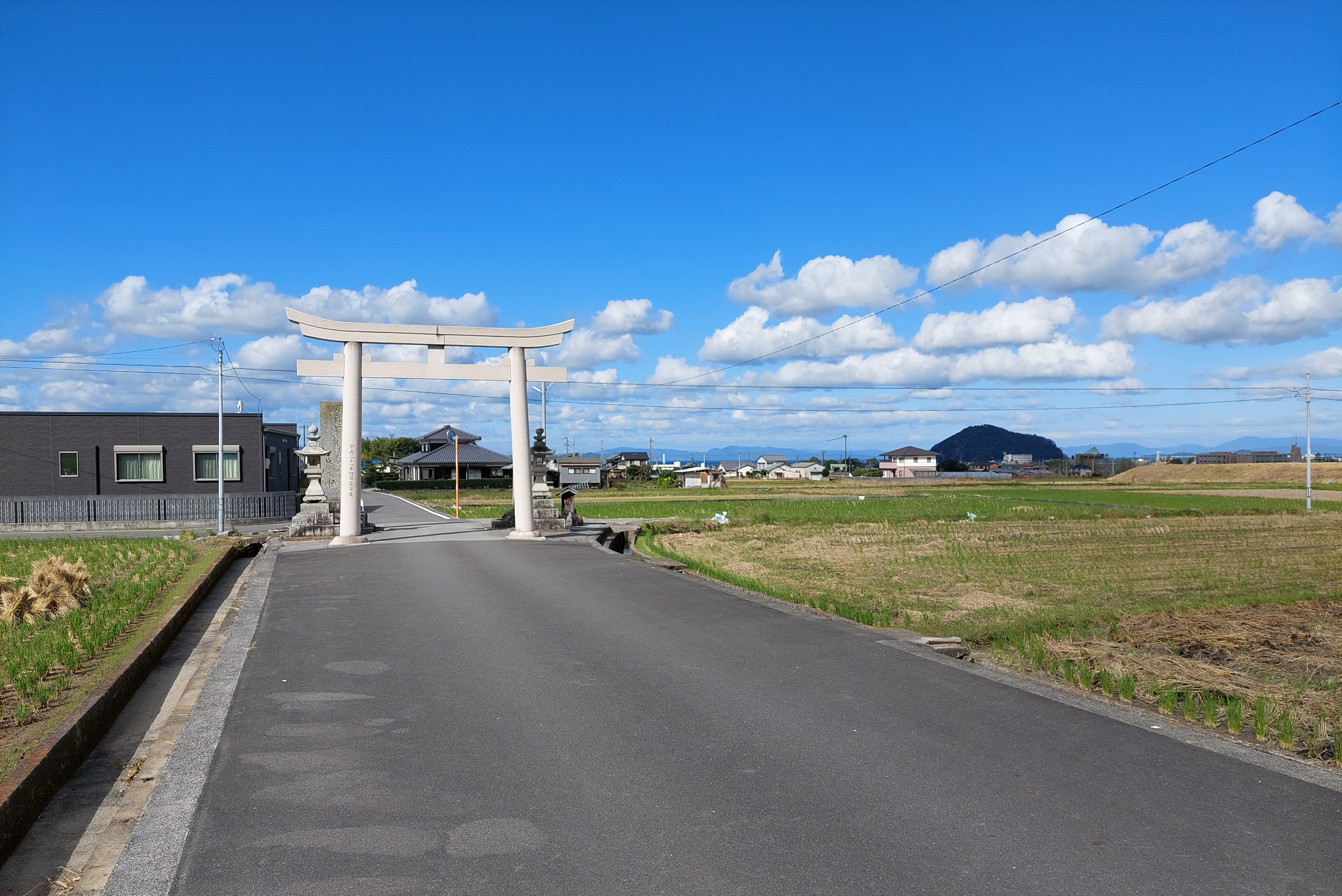
高縄神社の鳥居と北条鹿島（遠景）

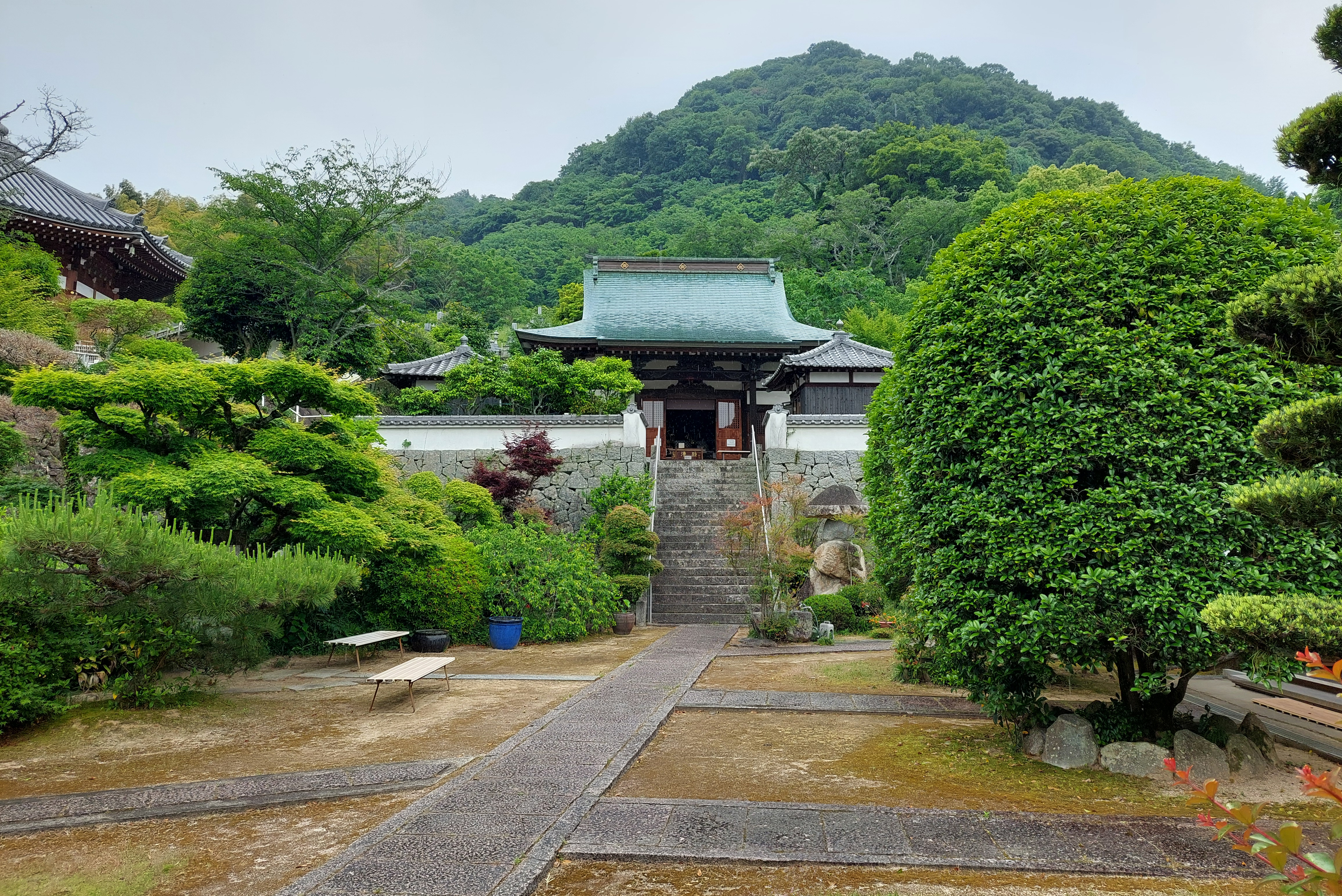
善応寺

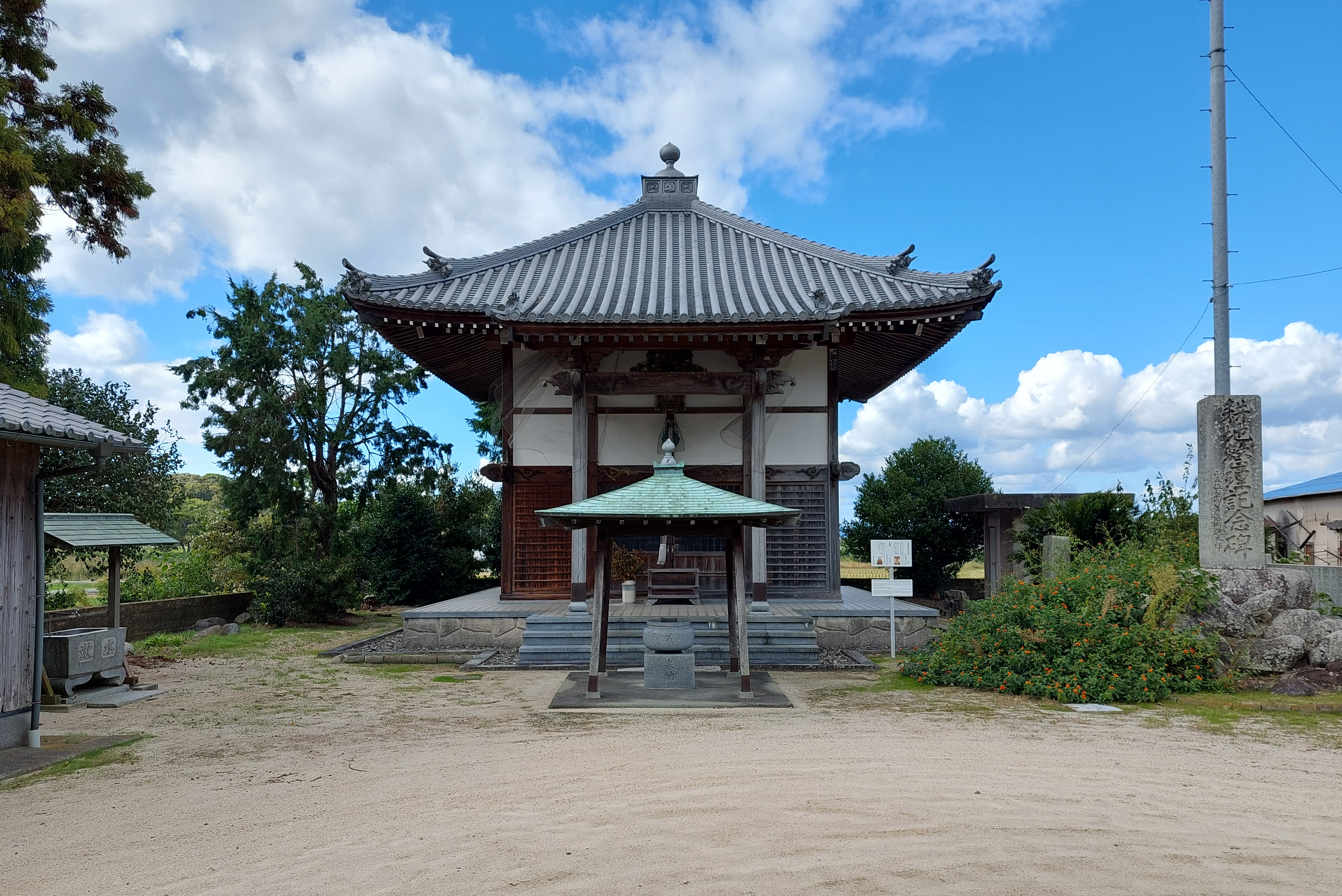
庄薬師堂

### 名所・旧跡
主な神社
- 鹿島神社（北条辻）
- 櫛玉比賣命神社（高田）
- 國津比古命神社（八反地）
- 高縄神社（宮内）

主な寺院
- 粟井坂大師堂（小川）
- 鎌大師（下難波）
- 庄薬師堂（庄）
- 善応寺（善応寺）
- 高縄寺（立岩米之野）
- 西ノ下大師堂（柳原）
- 法善寺（北条辻）
- 養護院（北条）
- 蓮生寺（猿川原）
- 蓮福寺（粟井河原）

### 観光スポット

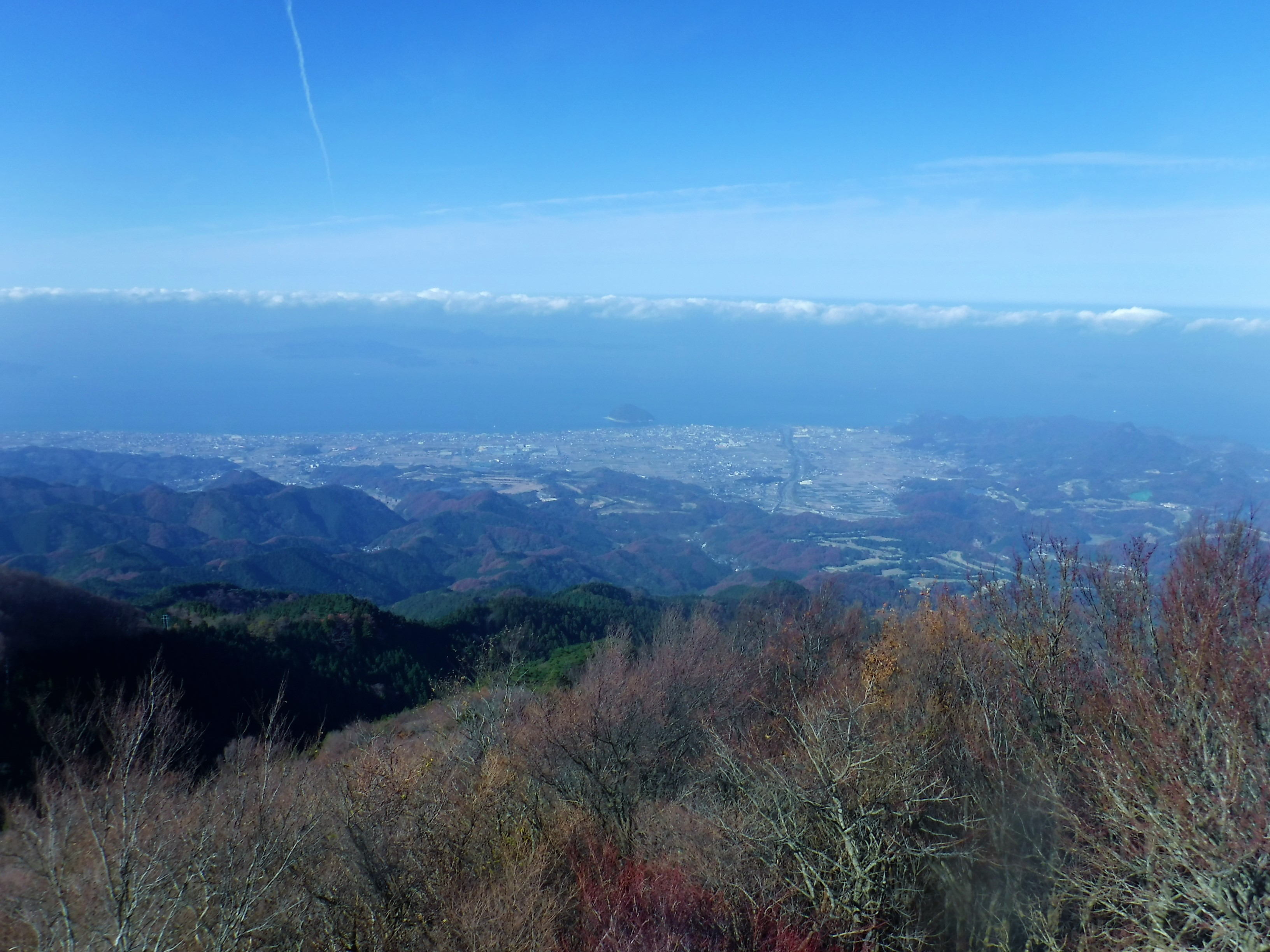
高縄山から見た北条平野

- 北条鹿島
- ゴルフ場
北条カントリー、奥道後ゴルフクラブ、サンセットヒルズカントリー、チサンカントリー
- 高縄山
- 北条スポーツセンター
- 波妻の鼻（はずまのはな）
- 海水浴場
浅海海水浴場、大浦海水浴場、長浜海水浴場、立岩海水浴場（地元では通称・モンチッチ海岸と呼ばれている）、鹿島海水浴場、新開海水浴場、粟井坂海水浴場
- マリンスポーツ施設 マリーナ（民間）等
- 温浴施設 シーパMAKOTO コスタ北条

### 祭事・イベント

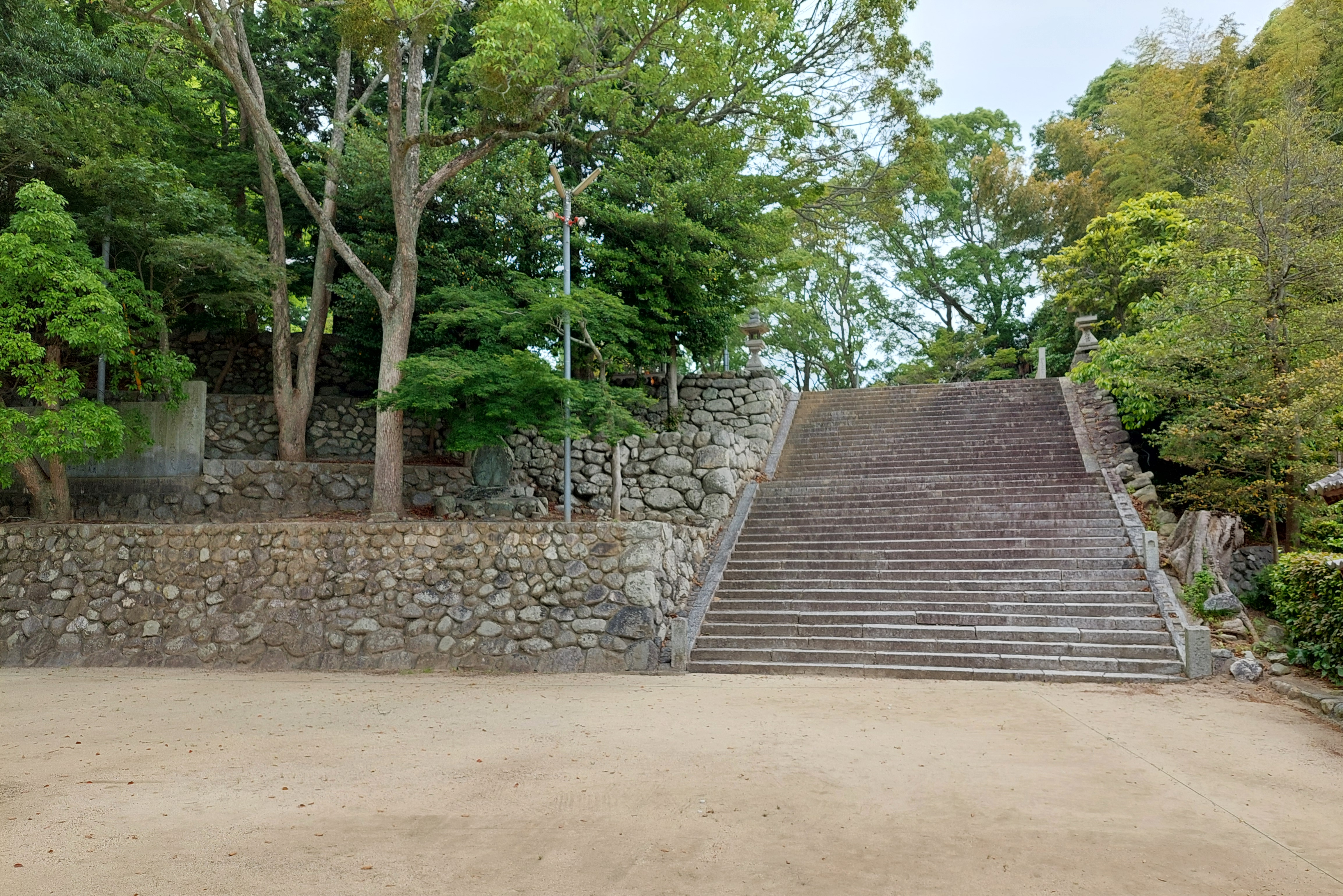
北条秋祭りで神輿落としが行われる國津比古命神社の石段

- 大注連縄張替（おおしめなわはりかえ）
北条鹿島西沖の玉理・寒戸島（島というより「岩」）にて、縄の中に願い文を入れ、消防団員らの手により大しめ縄を作り、毎年1回張り替えられる。
- ぼて茶（花まつり）
例年5月5 - 7日、蓮生寺にて、飢饉の時代に質素・倹約の中から生まれた伝統料理「ぼて茶」のふるまいがある。
- 風早の火事まつり（かざはやのひのことまつり）
- 鹿の角切り
例年10月上旬に鹿島にて、発情期を迎える雄鹿がお互いの角で傷つけ合わないように切り落とす。
- 秋祭り
例年10月8日から10日にかけて、櫛玉比売命神社、國津比古命神社、鹿島神社ほか北条・正岡・難波地区を中心に各神社の秋の祭礼が行われる。だんじり、神輿が繰り出す。特に、神輿落とし、櫂練りなどはよく知られている。

## 出身・ゆかりのある人物
名誉市民
- 岡本馬太郎 - 河野村長、衆議院議員。
- 得能久吉 - 初代北条市長。
- 堀本宜実 - 獣医師、立岩村長、北条町長。
- 松田喜三郎 - 実業家、粟井村長、北条町長、衆議院議員。
- 門田圭三 - 南海放送社長。
- 渡部喜十郎 - 日本弁護士連合会会長。
- 早坂暁 - 小説家・脚本家。
- 原田改三 - 教育者、浅海村長、北条市長。

その他
- 光定 - 平安時代前期の天台宗の僧。俗性は贄（にえ）氏。伊予国風早郡の出身。
- 土佐礼子 - マラソン選手。北条市スポーツ特別栄誉賞受賞者[22]。
- 大江捨一 - 牧師。